# オジロヌー
オジロヌー（Connochaetes gnou）は、ウシ科ヌー属に分類される偶蹄類。

## 分布
エスワティニ、ナミビア、南アフリカ共和国、レソト

## 形態
体長170-220センチメートル。尾長80-100センチメートル。肩高90-120センチメートル。体重160-180キログラム。顔は上方へ向かう房状の体毛で被われる。下顎や前胸の体毛は伸長するが、喉の体毛は伸長しない。毛衣は暗褐色で、頭部や胴体で伸長した体毛は黒い。尾は白い。
前方および下方へ湾曲し、先端が上方へ向かう角がある。角長53-74cm。

## 生態
草原に生息する。オスと5-10頭のメスからなる群れを形成し生活する。季節的な長距離移動は行わない。
食性は植物食で、主に草（イネ科）を食べる。
繁殖形態は胎生。妊娠期間は8-8か月半。1回に1頭の幼獣を産む。オスは生後3年、メスは生後18-27か月で性成熟する。

## 人間との関係
家畜との競合などにより生息数が激減し、野生個体は20世紀前半に絶滅した。しかしレソト西部などの農場にいた個体が保護され、生息数は増加傾向にある。